# Nazionale femminile di calcio dell'Azerbaigian
La nazionale di calcio femminile dell'Azerbaigian è la rappresentativa femminile internazionale dell'Azerbaigian ed è posta sotto l'egida della Federazione calcistica dell'Azerbaigian (AFFA).
Come membro dell'UEFA partecipa a vari tornei di calcio internazionali, come al Campionato mondiale FIFA, Campionato europeo UEFA, ai Giochi olimpici estivi e ai tornei ad invito come l'Algarve Cup o la Cyprus Cup. In base alla classifica emessa dalla FIFA il 24 marzo 2017, occupa il 63º posto del FIFA/Coca-Cola Women's World Ranking. La nazionale non si è mai qualificata alla fase finale di nessun torneo internazionale.

## Storia

### Inizi
La AFFA nel 2005 aveva pianificato di creare la nazionale di calcio femminile per partecipare alle Qualificazioni al campionato mondiale femminile di calcio 2007. L'Azerbaigian femminile giocherà la sua prima partita il 18 novembre 2006 in una sconfitta per 4 a 1 contro la Romania. Questa sarà la prima partita a cui parteciperà per le Qualificazioni al campionato europeo femminile di calcio 2009 in cui chiuderà il girone penultima con una vittoria e due sconfitte. In seguito parteciperà alle Qualificazioni al campionato mondiale femminile di calcio 2011 dove sarà inserita insieme a Belgio, Repubblica Ceca, Svezia e Galles dove otterrà una vittoria, un pareggio e una sconfitta senza passare il turno. Dal 2011 non ha più giocato partite di qualificazioni o amichevoli.

## Partecipazioni ai tornei internazionali
| Mondiali | Mondiali         |
| Edizione | Piazzamento      |
| -------- | ---------------- |
| 2007     | Non qualificata  |
| 2011     | Non qualificata  |
| 2015     | Non partecipante |
| 2019     | Non partecipante |
| 2023     | Non qualificata  |

| Europei  | Europei          |
| Edizione | Piazzamento      |
| -------- | ---------------- |
| 2009     | Non qualificata  |
| 2013     | Non partecipante |
| 2017     | Non partecipante |
| 2022     | Non qualificata  |
| 2025     | Non qualificata  |

| Algarve Cup | Algarve Cup  |
| Edizione    | Piazzamento  |
| ----------- | ------------ |
| 2007        | Non invitata |
| 2008        | Non invitata |
| 2009-2019   | Non invitata |

| Cyprus Cup | Cyprus Cup   |
| Edizione   | Piazzamento  |
| ---------- | ------------ |
| 2008       | Non invitata |
| 2009       | Non invitata |
| 2010       | Non invitata |
| 2011       | Non invitata |
| 2012       | Non invitata |
| 2013       | Non invitata |
| 2014       | Non invitata |
| 2015       | Non invitata |
| 2016       | Non invitata |
| 2017       | Non invitata |

| Cyprus Cup | Cyprus Cup   |
| Edizione   | Piazzamento  |
| ---------- | ------------ |
| 2017       | Non invitata |

## Rosa
| N. |                        | Ruolo | Calciatore           |
| -- | ---------------------- | ----- | -------------------- |
| 1  | Azerbaigian (bandiera) | P     | Farida Babayeva      |
| 2  | Azerbaigian (bandiera) | P     | Lyubov Tirina        |
| 3  | Azerbaigian (bandiera) | D     | Nigar İsmayilova     |
| 4  | Azerbaigian (bandiera) | D     | Svetlana Famenko     |
| 5  | Azerbaigian (bandiera) | D     | Olga Gaziyeva        |
| 6  | Azerbaigian (bandiera) | D     | Elena Nabiyeva       |
| 7  | Azerbaigian (bandiera) | D     | Anastasia Rahmanova  |
| 8  | Azerbaigian (bandiera) | D     | Olga Safarova        |
| 9  | Azerbaigian (bandiera) | D     | Natalya Saratovtseva |
| 10 | Azerbaigian (bandiera) | D     | Narmina Rzayeva      |
| 11 | Azerbaigian (bandiera) | C     | Masha Makarova       |
| 12 | Azerbaigian (bandiera) | C     | Tamara Starovoytova  |

| N. |                        | Ruolo | Calciatore           |
| -- | ---------------------- | ----- | -------------------- |
| 13 | Azerbaigian (bandiera) | C     | Natalya Kamasheva    |
| 14 | Azerbaigian (bandiera) | C     | Nargiz Huseynova     |
| 15 | Azerbaigian (bandiera) | C     | Galina Komarova      |
| 16 | Azerbaigian (bandiera) | C     | Marina Akayeva       |
| 17 | Azerbaigian (bandiera) | A     | Anastasiya Zhidkova  |
| 18 | Azerbaigian (bandiera) | A     | Raisa Davidok        |
| 19 | Azerbaigian (bandiera) | A     | Lyudmila Kuzniatsova |
| 20 | Azerbaigian (bandiera) | A     | Anna Alakbarova      |
| 21 | Azerbaigian (bandiera) | A     | Inna Boyko           |
| 22 | Azerbaigian (bandiera) | A     | Ekaterina Nosova     |
| 23 | Azerbaigian (bandiera) | A     | Elena Shevtsova      |

## Allenatori
| Nome            | Anni  | Giocate | Vinte | Pareggiate | Perse |
| --------------- | ----- | ------- | ----- | ---------- | ----- |
| Shamil Haydarov | 2006- | 22      | 7     | 4          | 11    |